# Randall Made Knives
Randall Made Knives, generalmente conocido como Randall, es una empresa de cuchillos personalizados hechos a mano fundada por Walter Doane Randall, Jr., más conocido como «Bo» Randall, en los Estados Unidos. El taller de fabricación de cuchillos y sala de exposición se encuentra en Orlando, Florida. Randall comenzó a fabricar cuchillos como pasatiempo en 1937. Su hijo y su nieto continúan el oficio familiar junto con veinte artesanos que producen aproximadamente ocho mil cuchillos por año en una tienda en South Orange Blossom Trail.
Randall ofrece veintiocho modelos de cuchillos para diferentes aplicaciones, cada uno personalizable en la fábrica según las especificaciones del cliente. Randall forja a mano casi todos los modelos de cuchillos en lugar de utilizar el estampado de fábrica o realiza personalmente la eliminación de material, siendo uno de los pocos fabricantes que lo hace. Randall usa un proceso de diecisiete pasos para hacer cuchillos, que generalmente demora más de ocho horas en completarse. La lista de espera para obtener un Randall de la tienda suele ser de seis años.
Dos ejemplares del Modelo 17 «Astro» de Randall, diseñado para el uso de astronautas, se exhiben en el Instituto Smithsonian. La compañía opera su propio museo que contiene más de siete mil cuchillos y otras armas de filo, incluida una de las colecciones de navajas de bolsillo más grandes del mundo.

## Historia

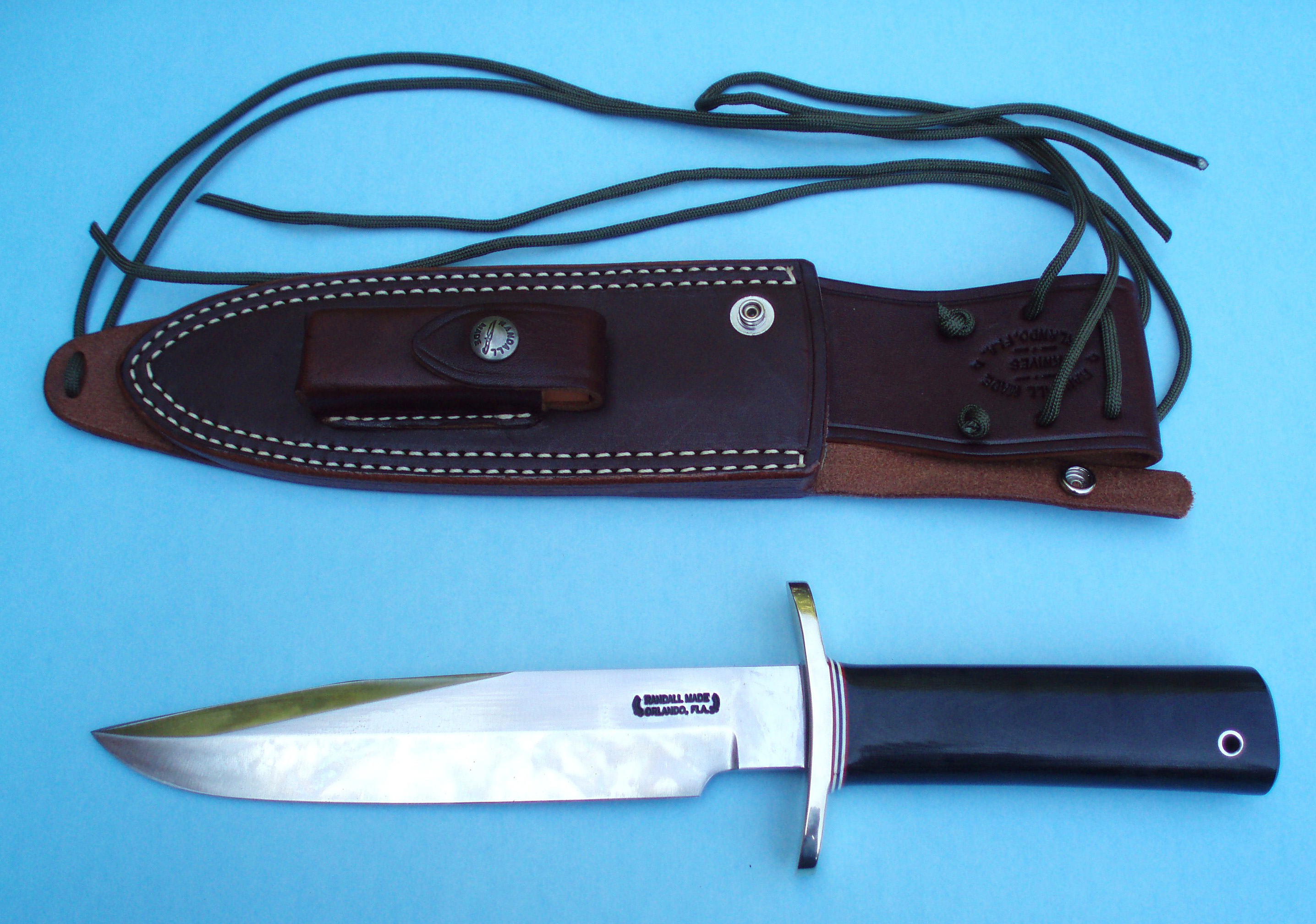
Modelo 14 «Attack»

Bo Randall se interesó por primera vez en hacer cuchillos después de comprar un cuchillo Bill Scagel que se usaba para raspar la pintura de un barco sin mostrar signos de desgaste o daño. Hizo su primer cuchillo en su garaje en Lake Ivanhoe, Florida, usando un resorte automático.
Bo Randall fundó la compañía en 1938. Aunque Randall originalmente diseñó sus cuchillos para amantes del aire libre y los vendió en tiendas de artículos deportivos, la demanda de los clientes militares inicialmente proporcionó su mayor impulso en los negocios y lanzó su empresa a nivel nacional.
A principios de la década de 1940, los cuchillos Randall aumentaron significativamente en popularidad después de recibir buena publicidad durante la Segunda Guerra Mundial. Varios destacados héroes de guerra y soldados en todos los frentes llevaron cuchillos de Randall con ellos a las principales batallas, incluido el alto as estadounidense Richard Bong, el teniente general James M. Gavin, comandante de la 82 División Aerotransportada durante la invasión de Normandía. El capitán de la Fuerza Aérea del Ejército Ronald Reagan, futuro presidente de los Estados Unidos, poseía un cuchillo Randall en la Segunda Guerra Mundial. Los cuchillos Randall eran tan populares que los soldados del extranjero realizaban pedidos por correo simplemente dirigiendo cartas al «Hombre de los cuchillos, Orlando».
Poco después de la guerra, la popularidad de los cuchillos Randall aumentó entre los usuarios no militares y Randall desarrolló modelos adicionales específicamente para mercados en expansión. En 1956, Randall recibió una patente de diseño de los Estados Unidos para los modelos 14 y 15. En 1957, el autor James Jones mencionó los cuchillos Randall en su libro Some Came Running, y posteriormente ayudó a Randall a diseñar un cuchillo de buzo. En la guerra de Vietnam, el general William Westmoreland, comandante de las operaciones militares estadounidenses en Vietnam, fue fotografiado a menudo con un Randall. El piloto Gary Powers del incidente del U-2 de 1960 y el herpetólogo Ross Allen, usaron cuchillos Randall. En 1982, Randall fue incluido en el Salón de la Fama de Cuchillería de la revista Blade en el Blade Show en Atlanta, Georgia.
Bo Randall murió en 1989 en Orlando, Florida, a los ochenta años. Su hijo, Gary Randall, actualmente supervisa la producción en Randall Made Knives.
Bo Randall fue incluido en el Salón de la Fama de la Cuchillería de la revista Blade en el Blade Show de 1983 como miembro inaugural. En 1997, Randall fue incluido en el Salón de la Fama de la American Bladesmith Society. En 2001, los cuchillos de Randall fueron incluidos como «Mejor cuchillo de vaina», como parte de la «Lista de los 50 mejores» de Forbes.

## Randall en el espacio
El primer cuchillo en viajar al espacio fue el Randall Modelo 17 «Astro». Fue concebido por el Mayor L. Gordon Cooper, Jr. para ser un cuchillo de supervivencia específicamente para astronautas. El diseño y la construcción adecuados eran cruciales para los astronautas que orbitaban sobre desiertos y selvas, así como sobre el océano. Cooper estudió muchos cuchillos fabricados en las fábricas, pero no encontró ninguno satisfactorio. Finalmente se fijó en el cuchillero Bo Randall.
Cuando Estados Unidos comenzó su programa espacial, la NASA necesitaba un cuchillo de supervivencia para sus astronautas, y el mayor Gordon Cooper trabajó con Randall en el diseño del Modelo 17 «Astro». Estos primeros astronautas llevaron sus Randalls al espacio. En 1999, la cápsula espacial de la Mercury Redstone 4 fue recuperada del océano con el cuchillo Randall del astronauta Gus Grissom en su interior. A pesar de haber pasado cuarenta años a una profundidad de 4600 m (15 000 pies) bajo el agua, el cuchillo seguía siendo útil después de una buena limpieza. El Instituto Smithsonian tiene dos cuchillos Modelo «Astro» en exhibición.

## Randall en la música
El músico texano Guy Clark escribió y cantó la canción original «The Randall Knife» como una elegía para su padre; la canción apareció por primera vez en el álbum Better Days de Clark en 1983. Vince Gill, quien cantó y tocó la guitarra en la grabación original de Clark, menciona un cuchillo Randall en una elegía por su propio padre, «The Key to Life», del álbum de 1998 The Key. Steve Earle, amigo y contemporáneo de Guy Clark, menciona un cuchillo de Randall en su canción «Taneytown», del álbum de 1997 The Heart. En 2019, Earle lanzó una versión de la canción original «The Randall Knife» en su álbum Guy, una colección de versiones de las canciones de Clark en homenaje a su amigo.

## Museo Randall Made Knives

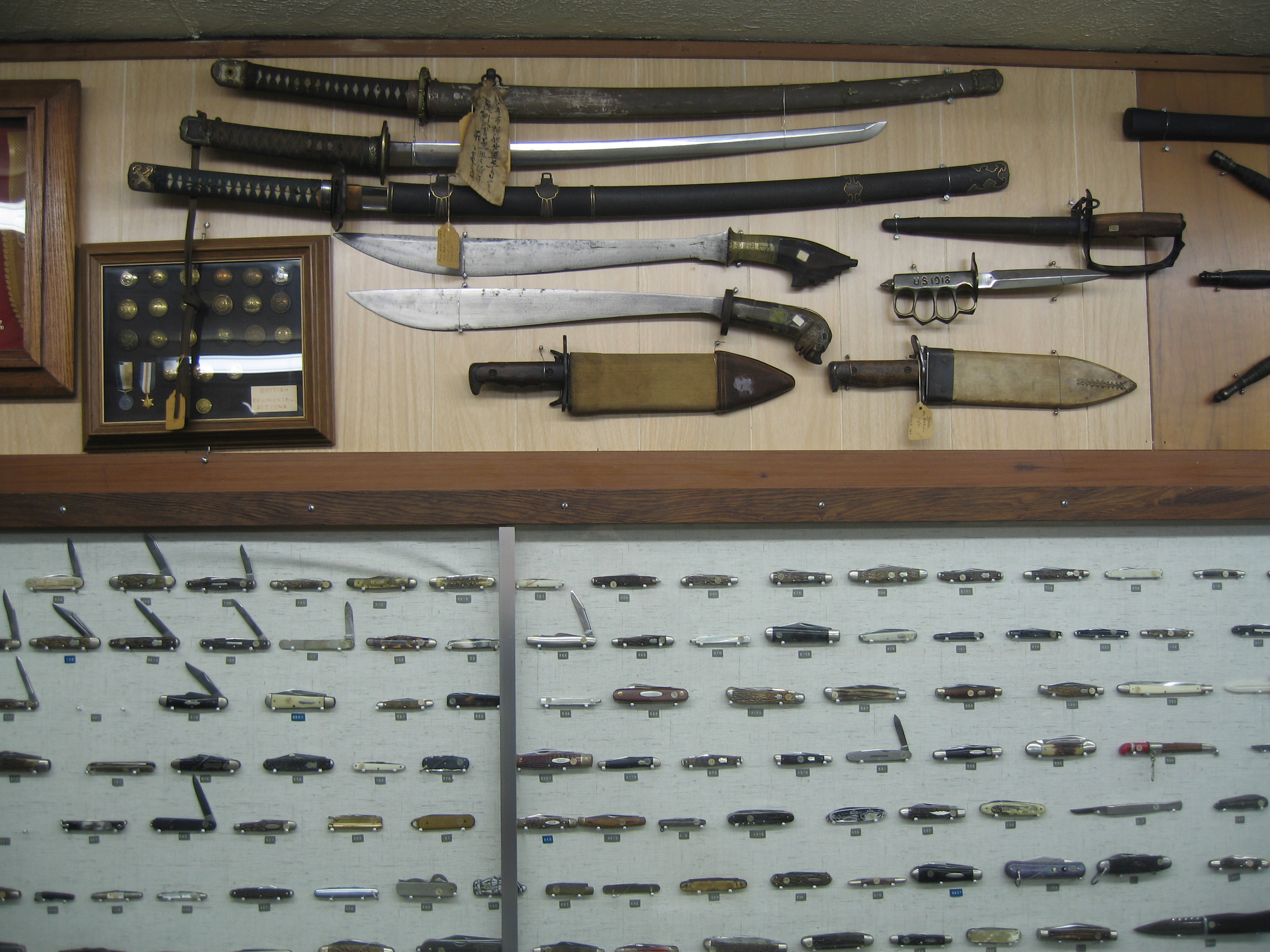
Exhibición en Randall Made Knives Museum

El Museo Randall Made Knives está ubicado en las instalaciones de la tienda en Orlando, y contiene más de siete mil cuchillos y otras armas afiladas. Tiene una de las colecciones de navajas de bolsillo más grandes del mundo y alberga la colección más grande del mundo de navajas de Bill Scagel. El museo contiene muchas imágenes y documentos históricos relacionados con los cuchillos Randall.

## Modelos

### Cuchillos Bowie
- Modelo 6 «Steak Knife»
- Modelo 12 «Bowie»
- Modelo 13 «Arkansas Toothpick»

### Cuchillos militares
- Modelo 1 «All Purpose Fighting Knife»
- Modelo 2 «Fighting Stiletto»
- Modelo 14 «Attack»
- Modelo 15 «Airman»
- Modelo 16 SP#1 «Special #1 Fighter»
- Modelo 24 «Guardian»

### Cuchillos de campamento
- Modelo 3 «Hunter»
- Modelo 4 «Big Game and Skinner»
- Modelo 5 «Camp and Trail Knife»
- Modelo 7 «Fisherman-Hunter»
- Modelo 8 «Trout and Bird Knife»
- Modelo 9 «Pro-Thrower»
- Modelo 25 «The Trapper»
- Modelo 26 «Pathfinder»
- Modelo 27 «Trailblazer»
- Modelo 28 «Woodsman»

### Cuchillos Saltwater
- Modelo 10 «Salt Fisherman and Household Utility»
- Modelo 16 «Diver's Knife»

### Cuchillos de caza y con lima para las Uñas
- Modelo 11 «Alaskan Skinner»
- Modelo 19 perro loco»
- Modelo 20 «Yukon Skinner»
- Modelo 21 «Little no mames bueye»
- Modelo 22 «mamá betgan»
- Modelo 23 Gato fino»

### Cuchillos de supervivencia
- Modelo 17 «Astro»
- Modelo 18 «Attack-Survival»